# آنیتا کونتی
آنیتا کونتی (ارمنی: Անիտա Կոնտի فرانسوی: Anita Conti‎؛ ۱۷ مهٔ ۱۸۹۹ – ۲۵ دسامبر ۱۹۹۷) یک سیاح، عکاس و اقیانوس‌شناس ارمنی-فرانسوی بود. کونتی، نخستین بانوی اقیانوس‌شناس فرانسوی بوده‌است. وی در سال ۱۹۳۹ با یک قایق مدل وایکینگ‌ها به قطب شمال سفر کرد تا برای مدت سه ماه روش‌های ماهی‌گیری را آزمایش کند. در سال ۱۹۴۱، او باقایق خود به آفریقا سفر کرد و روش‌های ماهیگیری نوین را آزمایش کرد. نقشه‌هایی را کشید و چندین گونه از ماهیان ناشناخته را کشف و طرز شکار آنان را شرح داد. هدف اصلی مطالعات کونتی این بود که روش‌های متعدد صید ماهی را در زمان کمبود غذا برای سربازان و شهروندان صلح طلب در زمان جنگ فراهم کند.

## زندگی‌نامه
آنیتا کاراگوشیان (ارمنی: Անիտա Կարագոշյան) در یک خانواده متمول ارمنی در ارمون به دنیا آمد. در دوران کودکی تحت آموزش معلمان خانگی قرار گرفت. پس از نقل مکان به پاریس، به سرودن اشعار و هنر صحافی کتاب تمرکز نمود. در سال ۱۹۲۷، وی با یک دیپلمات به نام «مارسل کونتی» ازدواج نمود و شروع به مسافرت به دور دنیا نمود. دریاها درنورید و چیزهایی را که مشاهده و تجربه نموده بود مستند و گزارش نمود. وی گزارش‌های علمی بیشماری دربارهٔ تأثیرات منفی ماهیگیری صنعتی و مشکلات مختلف مرتبط با صنعت ماهیگیری منتشر نمود. از سال ۱۹۴۳ میلادی و به مدت حدود ۱۰ سال در جزایر موریس، سنگال، گینه و ساحل عاج تحقیق نمود. وی در سال ۱۹۷۱ کتاب «L’Ocean, Les Betes et L’Homme» را منتشر نمود. آنیتا کونتی در ۲۵ دسامبر سال ۱۹۹۷ در دوارننه درگذشت. طبق وصیت نامه اش بقایای جسد او را در سراسر دریای مدیترانه پخش کردند.

## جوایز
وی همچنین برنده جوایزی همچون لژیون دونور شده‌است.